# Вестерхут, Гарт
Гарт Вестерхут (нидерл. Gart Westerhout; 15 июня 1927 — 14 октября 2012) — нидерландский и американский астроном, известный своими исследованиями Млечного Пути в радиодиапазоне. Основатель и заведующий кафедрой астрономии в Мэрилендском университете (1962—1973), научный руководитель Военно-морской обсерватории США (1977—1993). Автор каталога Вестерхута (префикс W).

## Биография
Будущий учёный родился в Гааге в семье архитектора, Гарта Вестерхута, и писательницы, Магды Фоппе. Гарт увлёкся астрономией в то время, когда его отец занимался проектированием туберкулёзного санатория с росписью потолка комнаты отдыха под звёздное небо. В 1945 году поступил в Лейденский университет, где получил три степени: кандидата (нидерл. kandidaats, аналог бакалавра) в 1950 году, докторанта (нидерл. doctorandus, аналог магистра) в 1954 и доктора философии в 1958, — по астрономии и физике. Ещё во время получения основного образования начал вести серьёзную научную работу по радиоастрономии. Так, в 1951 году он совместно с Яном Оортом опубликовал статью, посвящённую галактическому излучению.
В 1962 году по приглашению Уко Ван Вейка (Uco van Wijk), который инициировал программу развития астрономии в Мэрилендском университете, Вестерхут эмигрировал в США, где занял пост заведующего кафедрой астрономии. В 1977 году оставил преподавание в университете и стал научным руководителем Военно-морской обсерватории США. В 1993 году вышел на пенсию.
Гарт Вестерхут умер от застойной сердечной недостаточности 14 октября 2012 года в своём доме в посёлке для престарелых в Кейтонсвилле, пригороде Балтимора, шт. Мэриленд, США.